# Anna Hofman-Uddgren
Anna Maria Viktoria Hofman-Uddgren, ursprungligen Hammarström, född 23 februari 1868 i Hedvig Eleonora församling, Stockholm, död 1 juni 1947 i Bromma i Stockholm, var en svensk skådespelare, varietéartist, manusförfattare, teaterledare och regissör. För hennes artistnamn förekommer även stavningarna Hofmann och Hoffman. 
Hofman-Uddgren fick sitt stora genombrott med kupletten om Fia Jansson på Söder men har också kallats Sveriges första kvinnliga filmregissör och är känd för sin regi av August Strindbergs Fadren och Fröken Julie på vita duken, de första filmatiseringarna av dessa verk. Sveriges första kvinnliga filmregissör var dock Ebba Lindkvist, som regisserade en film året innan Hofman-Uddgren gjorde sina filmer.

## Biografi

### Uppväxt

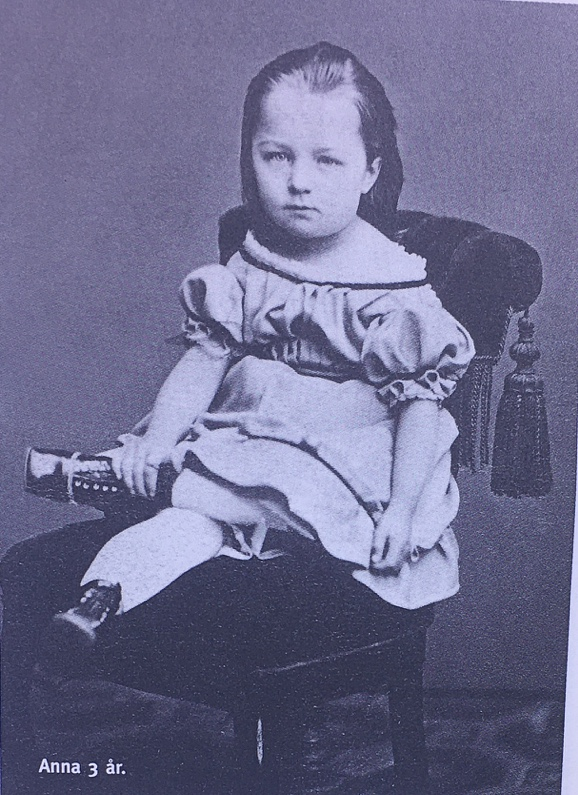
Anna Hofman-Uddgren, tre år.

Anna Hofman-Uddgren föddes 1868 i Hedvig Eleonora församling på Östermalm i Stockholm. Hennes fäderne har aldrig klargjorts, men uppgifter visar att hennes mor Emma Hammarström haft en relation med senare kung Oscar II. Detta skulle ha gjort  Hofman-Uddgren till Oscars utomäktenskapliga dotter. Vid dopet inskrevs hon i födelseboken med anteckningen “Föräldrar okända" och i mantalslängden som fosterdotter till sin mormor. Således växte Hofman-Uddgren upp i en lägenhet i centrala Stockholm omgiven av kvinnor, med slumpmässiga besök och finansiellt stöd från Oscar II.

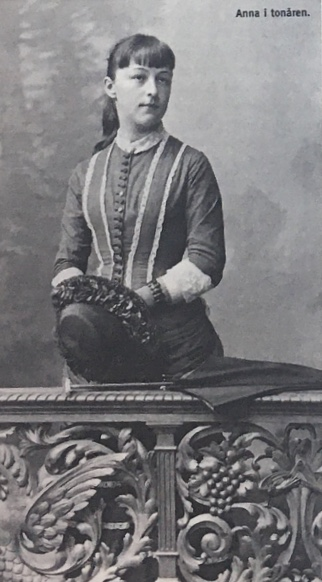
Anna Hofman-Uddgren, då Hammarström, i tonåren.

1880-talet förde med sig strängare borgerliga värderingar som hade hunnit sprida sig till underklassen, som tidigare levt ett förhållandevis fritt liv från borgerliga normer för såväl män som kvinnor. Nu blev det kärnfamiljen som stod i fokus. Modern Emma Maria Elisabet Hammarström (1849–1910) uppges ha varit rentieränka vid sin död, men denna information har ifrågasatts då uppgifter från den lokala rotemannen uppger att han valt att skriva in henne som “ogift mamsell” samt att hon aldrig gifte sig. Detta ska ha varit ett försök till att hjälpa familjen att effektivare smälta in i borgarklassen. Emma Hammarströms försök att upprätthålla familjens respektabla fasad resulterade i att dottern skickades iväg till en privatskola, en vanlig företeelse för borgerliga döttrar i slutet av 1880-talet. Men rykten om Hofman-Uddgrens oäkta bakgrund kom till kännedom bland skolkamraterna och hon tvingades att sluta.
Trots detta levde Hofman-Uddgren ett rikt socialt liv präglat av borgerliga privilegier, vilket var hennes introduktion till Stockholms värld av underhållning, varieté och teater. Varietékulturen var en storstadsföreteelse som spridit sig till Sveriges huvudstad från Paris och den var inte bara ett dyrt tidsfördriv, då gästerna var tvungna att betala entréavgift, men också en tydlig kontrast mot den annars så konservativa borgerliga synen på sexualitet och moral. Ramarna för hur en flicka från så kallade “bättre kretsar” var mycket strama, vilket betydde att unga kvinnor som Hofman-Uddgren inte fick gå på sådana tillställningar utan sällskap av en äldre person. Detta gjorde det krångligt att se någon form av romans på scen då alla pjäser skulle sluta på ett anständigt och konventionellt sätt, där kärnfamiljen enades och övervann eventuella svårigheter. Hon tog gärna del av stadens nöjesutbud och blev tidigt inspirerad att senare i livet gå in på karriärvägen som artist på den stora scenen.
Anna Hofman-Uddgren hade karltycke och fick uppmärksamhet tillbaka, något som nästan ledde till ett äktenskap då en ung student fattade tycke för henne. Relationen ledde dock ingenstans då modern tog med sig dottern till Oscar II år 1885, vilket var Hofman-Uddgrens första riktiga möte med sin troliga far. Efter mötet fattades beslutet att skicka iväg dottern på en bildningsresa med hjälp av kungligt apanage för resa och uppehälle i Paris, en vanlig företeelse för överklassdöttrar.

### Studier i Paris och början på en karriär
Ankomsten till Paris var ett livsomställande moment för Anna Hofman-Uddgren då hon kunde umgås och nöja sig fritt utan några av de restriktioner hon var van vid i Stockholm. En äldre väninna, operasångerskan Augusta Öhström, tog hand om henne och de umgicks frekvent i den svenska kolonin i Paris, som bestod av borgerliga familjer med konstnärsintressen. I denna öppna och stimulerande miljö gick hon på maskerader, baler, thebjudningar och andra sociala tillställningar. Här utbildades även hon  i sång av väninnans sånglärare, en utbildning som gav henne möjligheten att delta i konserter, som hon fick fina recensioner för.
Lyckan i den franska storstaden tog emellertid slut då kungen drog in apanaget och Augusta Öhström flyttade till New York, vilket lämnade Hofman-Uddgren ensam och obemedlad. Istället för att resa tillbaka till Sverige valde hon dock att börja arbeta och fick inom kort tid engagemang i ett turnerande operettsällskap. Den första gemensamma turnén gick till Italien omkring år 1888. Då blomstrade den parisiska nöjesbranschen och det fanns gott om plats för en ny talang som Anna Hofman,  det artistnamn som hon själv hade valt. Branschen var tuff och många lovande artister tvingades avbryta sin karriär; prostitution var ett vanligt fenomen för att få ekonomin att gå ihop. Detta skrämde dock inte bort den intelligenta och affärssinnade Hofman-Uddgren som turnerade Europa med operettsällskapet.

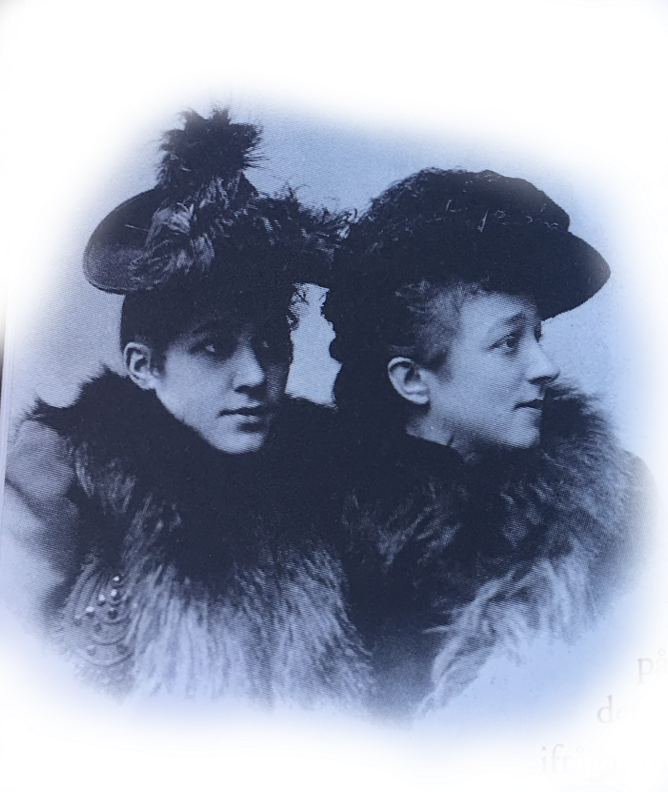
Anna Hofman-Uddgren med en väninna i Paris.

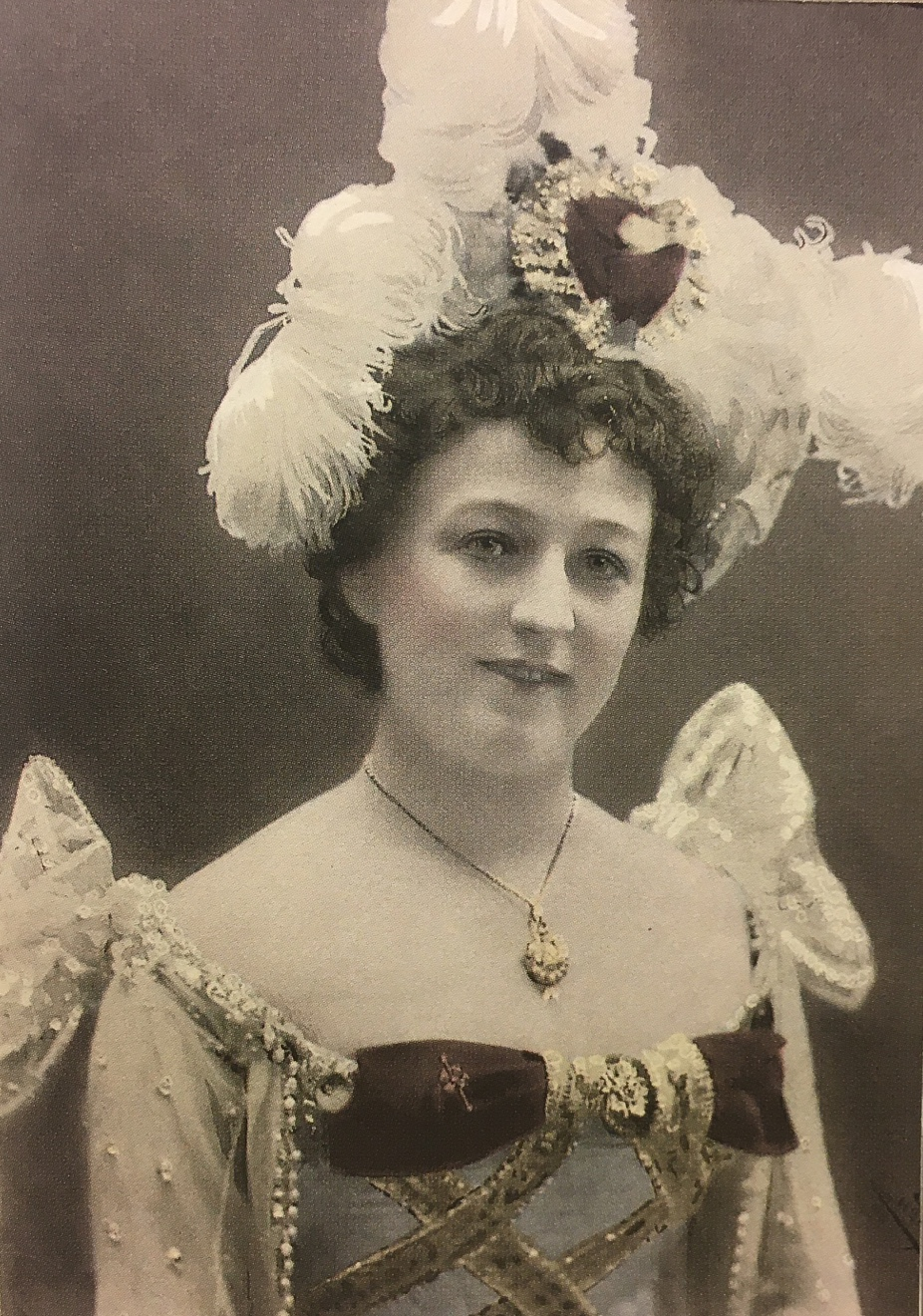
Anna Hofman-Uddgren i scenutstyrsel, 1890-talet, affisch.

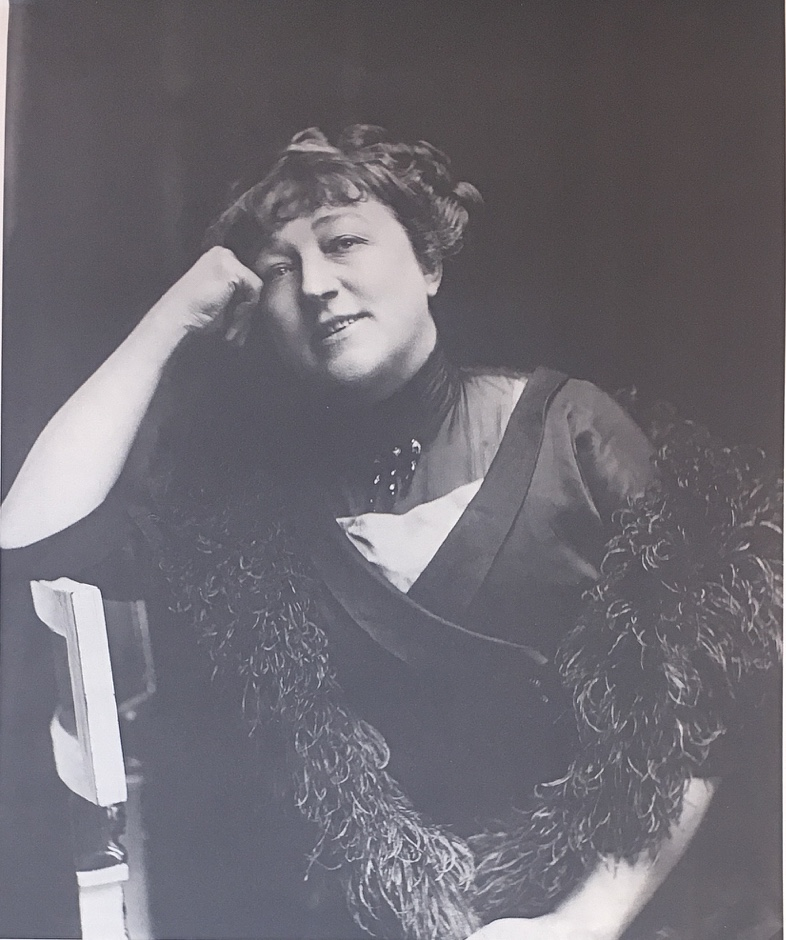
Anna Hofman-Uddgren.

Anna Hofman-Uddgren, rollporträtt.

### Hemkomst till Stockholm och en blomstrande karriär
Tre år senare kom Anna Hofman-Uddgren tillbaka till Stockholm och födde sitt första barn, en utomäktenskaplig dotter vid namn Viola. Hennes far har fastställts vara den franske baronen Ducrest som Hofman-Uddgren tros ha träffat under sin vistelse i Frankrike. Det spekuleras att de hade en romantisk relation som var nära på att sluta i giftermål, men att hon blivit lämnad av baronen när denne fick reda på att hon var gravid. Trots att ensamstående moderskap och karriär var allt annat än accepterade i samhället fortsatte hon att bygga sig en karriär på hemmaplan. Till en början fick den lilla familjen genomleva svåra tider då Hofman ofta reste runt i Norden, bland annat reste hon till Kristiania i Norge 1892 för att debutera som varietésångerska. Efter att en tid på resande fot på olika platser i Norge återvände hon till Sverige och fortsatte sedan över till Finland och Ryssland för att sedan resa vidare till Köpenhamn och resten av Europa.
År 1894 kom Anna Hofman-Uddgrens stora genombrott i Stockholm med slagdängan Fröken Chic och framföranden av sånger från andra kända varietétsartister från Paris såsom Yvette Guilbert och Theresa. Hon jämfördes ständigt med andra storheter i sekelskiftets värld av underhållning. 
Hofman-Uddgrens popularitet växte tack vare hennes parisiska stil och temperament, eleganta klädsel, smakfulla uppträdande och charmerande personlighet. Hon var skicklig på att hantera publiken med lockande visor om kvinnor på jakt efter kärlek, allt utan hennes eget anseende påverkades negativt eller ansågs oanständigt. Inom kort var hon en av de fem bäst betalade chansonetterna i Sverige, då hon tjänade 11 000 kronor år 1898 när mindre än 10 procent av befolkningen hade en årslön på 800 kronor eller mer. Med en stor inkomst kunde Hofman-Uddgren bekosta en fin våning på Grev Turegatan, jungfrur och försörja sin åldrande mor Emma Hammarström.
Dottern Viola skickades till en fosterfamilj på landet då Hofman-Uddgren inte hade möjlighet att ta hand om flickan med sitt krävande arbete samt med hänsyn till det faktum att det underlättade i socialt hänseende då närvaron av ett utomäktenskapligt barn uppmuntrade elakartade rykten. År 1896 födde hon sitt andra barn, dottern Alice, efter en kärlekshistoria som även den inte ledde till något äktenskap. Berättelser inom släkten hävdar att anledningen till att äktenskapet med barnets far inte blev av därför att Hofman-Uddgren ville vara oberoende.
Strax efter andra dotterns födsel steg Hofman-Uddgren upp ett till steg i karriären genom att bli varietétsdirektris och organisera egna föreställningar, vilket var modigt för en ensamstående kvinna. Varietétens död var dessutom förutspådd inom en snar framtid liksom förbudet mot alkoholservering i samband med varietétunderhållning, men allt detta till trots fortsatte Hofman med sina verksamheter.
Denna period i Hofman-Uddgrens liv präglas av ständigt slit då hon ständigt fick fara runt i Europa för att engagera artister att uppträda på hennes event och för att upprätthålla en stadig inkomst. Det var inte ovanligt för Hofman-Uddgren att sätta ihop föreställningar, uppträda själv nästan varje kväll och hantera de andra artisterna. Vid denna tid blev hon även god vän med Hasse Zetterström, redaktör för skämttidningen SöndagsNisse, som ofta gick på hennes föreställningar på Sveasalen, Varitéteatern i Kungsträdgården och ute på både Kristallsalongen och Victoriateatern på Djurgården. Inte sällan skrev han flertal reportage om hennes föreställningar och när tiderna var svåra var det inte ovanligt för Hofman-Uddgren att övertyga Zetterström att göra reklam för kommande projekt och specialintervjua gästande stjärnor för att generera intresse.
I maj 1900 överraskade Anna Hofman-Uddgren genom att uppträda som en fräck stockholmsk tjinona, vilket skapade ett uppror i såväl pressen som publiken för det intresseväckande framförandet.
Nästa stora succé kom i rollerna som Ångbåts-Kalle och Fia Jansson i sommarrevyn Den förgyllda lergöken som hon beställt från den kände skribenten och vismakaren Emil Norlander och lyckades locka hela sällskap från Folkteatern till Kristallsalongen. Stockholmspubliken kunde inte få nog av den löjliga kvinnan som Hofman-Uddgren presenterade eller sluta skratta åt den fula tjinonan i halmhatt med röd näsa som berättade om sin oklara bakgrund och blandade familj. Tack vare Fia Jansson kunde Anna Hofman ta ännu ett steg upp i karriären.
I början av 1900-talet, ett flertal månader efter premiären av Lergöken, träffade och gifte hon sig med författaren, prästsonen Gustaf Uddgren. Efter giftermålet började hon att kalla sig Hofman-Uddgren i privata såväl som officiella sammanhang. Mellan år 1901 och 1904 födde Hofman-Uddgren tre döttrar.
Denna period var framgångsrik för paret Uddgren då de tjänade stora summor och var mycket populära celebriteter i Stockholm; allt de företog sig på sina teatrar kommenterades frekvent i pressen landet över. Mycket av Hofman-Uddgrens arbete cirkulerade fortfarande kring turnéer, föreställningar både natt och dagtid samt olika uppdrag i form av representation, vilket lämnade lite tid till barnavård eller uppfostran. Ibland skickades barnen iväg landet över för att bo med fosterfamilj eller släkt.
Åren därpå, 1905 och framåt, blev mer tumultuariska då paret avslutade sitt arbete på Kristallsalongen, samarbetet med Emil Norlander bröts och Hofman-Uddgrens verksamhet på Södra Varitén gick sämre än på många år. Anna Hofman-Uddgrens charm, mystik och rykten om hennes oklara ursprung, som tidigare dragit till sig stora skaror av publik, började att avta med den närmande medelåldern. Nu var det istället Gustaf Uddgren som var den primära familjeförsörjaren i hemmet, vilket han gjorde med en viss möda främst med hjälp av sin position som redaktör för Ridå. Familjen fick även flytta runt mycket för att undvika beskattningen och eventuella konsekvenser av att trixa med mantalsskrivningen.
1910 kom det ett uppsving för Anna Hofman-Uddgren i form av ett tillfälligt engagemang tillsammans med andra gamla storstjärnor som bland andra Dagmar Hansen på biografen Orientaliska teatern på Drottninggatan. Genom detta arbete lärde Hofman-Uddgren känna Stockholms biografkung Nils Petter Nilsson, också kallad Häst-Nisse. Nilsson upptäckte tidigt Hofman-Uddgrens gedigna erfarenhet av underhållningsbranschen samtidigt som hon var ambitiös, kunde roa och överraska publiken, medan Nilsson var en driven affärsman med ett sinne för affärer och vad massorna ville ha. Nilsson letade efter projekt som skulle resultera i vinstdrivande film medan Hofman-Uddgren letade efter nya uppdrag och jobb att ta sig an, vilket gjorde samarbetet mellan de båda parterna mycket lyckat. Båda insåg vikten av att sätta Stockholm, tittarnas mest älskade protagonist, i huvudrollen, något som tydligt går att se i deras gemensamma projekt.
Hofman-Uddgren passade helt in i rollen som regissör för det nya filmmediet, då hon hade en lång erfarenhet av den traditionella nöjesbranschen, var härdad och konsekvent, hade en förmåga att pressa ner kostnaderna då budgetarna var små samt fantasifull, vågad och en genuin stockholmska som visste vad hon talade om. Tack vare hennes många kunskaper och talanger för underhållning och Nilssons sinne för affärer hade duon inom kort producerat ett hop av väl mottagna filmer.
Tanken på att filmatisera August Strindbergs verk hade länge funnits, men det hade inte varit förrän senare i livet som Strindberg själv gick med på att låta Gustaf och Anna Uddgren få rättigheterna att skapa film av hans pjäser. Pjäserna som valdes var de omtyckta Fröken Julie och Fadren. Skapandeprocessen var dock plågad av problem och när filmerna var klara var mottagandet av både publik och kritikerna allt annat än positiv, då gemene man klagade på att Strindbergs mästerverk var endast ämnade för scenen och inte den vita duken.
Den avslutande perioden av Anna Hofman-Uddgrens karriär kom igång på 1910-talet. 1912 dog hennes affärspartner och vän Nils Petter Nilsson, vilket försvårade verksamhet i den redan mycket konkurrenskraftiga biobranschen, som nu var dominerad av motståndarna Charles Magnusson och Walter Fevrell.
Därpå blev hon gravid med sitt sista barn och sin efterlängtade son, vilket slutligen utplånade Hofman-Uddgrens lust att fortsätta som regissör och fick henne att satsa på familjen.

### Ålderdom
På äldre dagar vistades Anna Hofman-Uddgren helst i familjens och vännernas närhet, men tog sig emellanåt an enstaka småroller och konserter. År 1927 avled maken Gustaf Uddgren.
Som gammal var hon en ivrig besökare av många av de platser där hon tidigare arbetat, bland annat Cirkus på Djurgården, China, Olympia och Imperial på Regeringsgatan 8, samt Kristallsalongen, Cirkus Varieté och Sveasalen. Istället för att vara personen bakom kameran åtnjöt Hofman-Uddgren samtidens filmer, bland annat det nya fenomenet ljudfilm, som en del av publiken, ofta i sällskap av sina barnbarn.

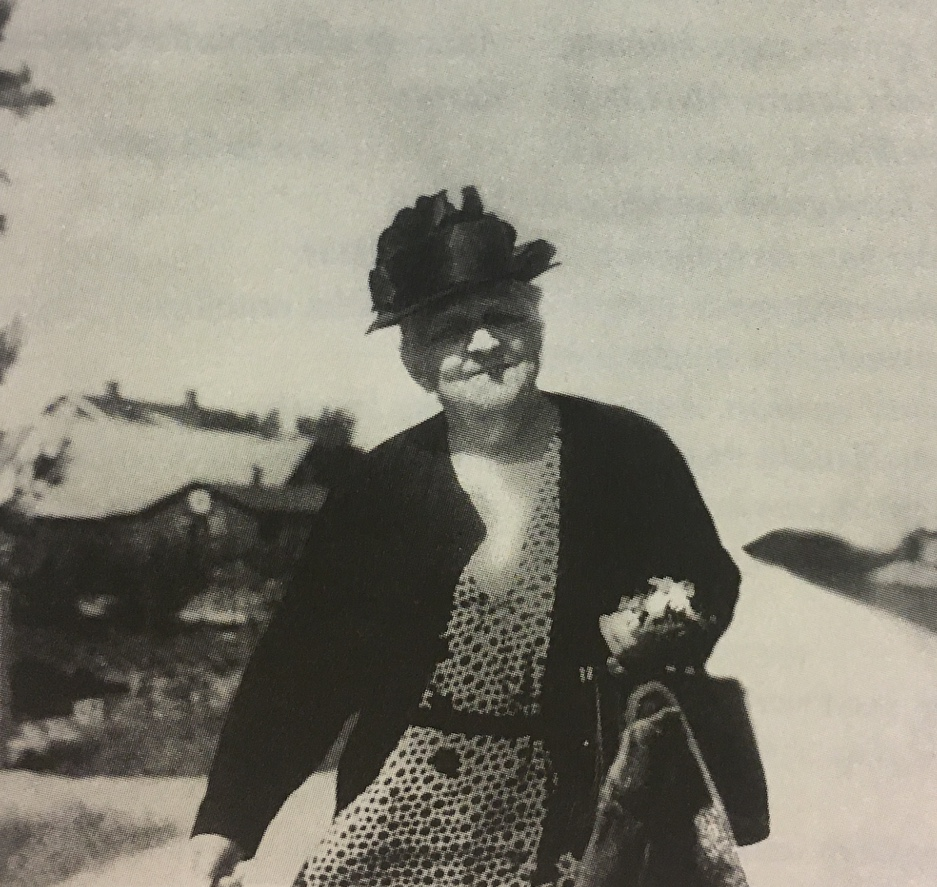
Anna Hofman-Uddgren i Halland omkring år 1945.

Anna Hofmann-Uddgren avled den 1 juni 1947 i Bromma och begravdes på Skogskyrkogården i Stockholm.

### Privatliv
Anna Hofman-Uddgren hade i sin ungdom olika relationer, romanser och förhållanden, men ingen av dessa ledde till något äktenskap.
Den 24 september 1900 gifte sig Anna Hofman med skribenten och författaren Gustaf Uddgren, en man som respekterade Hofmans önskan att fortsätta utvecklas i sin karriär och tog på sig fadersrollen för hennes två barn från tidigare relationer. Efter äktenskapet valde hon att byta efternamn till Hofmann-Uddgren. Från 1901 till 1904 födde Hofman-Uddgren tre döttrar till och 1913 sin förste son.
Sammanlagt hade hon sex barn: 
1. Viola Uddgren (1891–1957), gift med uppfinnaren Otto Wellton (mor till skådespelarna Ernst Wellton och Öllegård Wellton, konstnären Lars Wellton och Alice Wellton);
2. Alice Eklund (1896–1983);
3. Ellen Hederström (1901–1997);
4. Ingeborg Eriksson (1902–1993);
5. Anna Nyman (1904–1993);
6. Olle Uddgren (1913–1989)[1][2].

Efter att ha avslutat sin karriär förflyttade Hofman-Uddgren fokus till familjen och barnuppfostran för att på senare dar ta hand om sina många barnbarn tillsammans med familjens trotjänarinna, Hofman-Uddgrens tidigare kollega och nära vän Olga Adamsen.

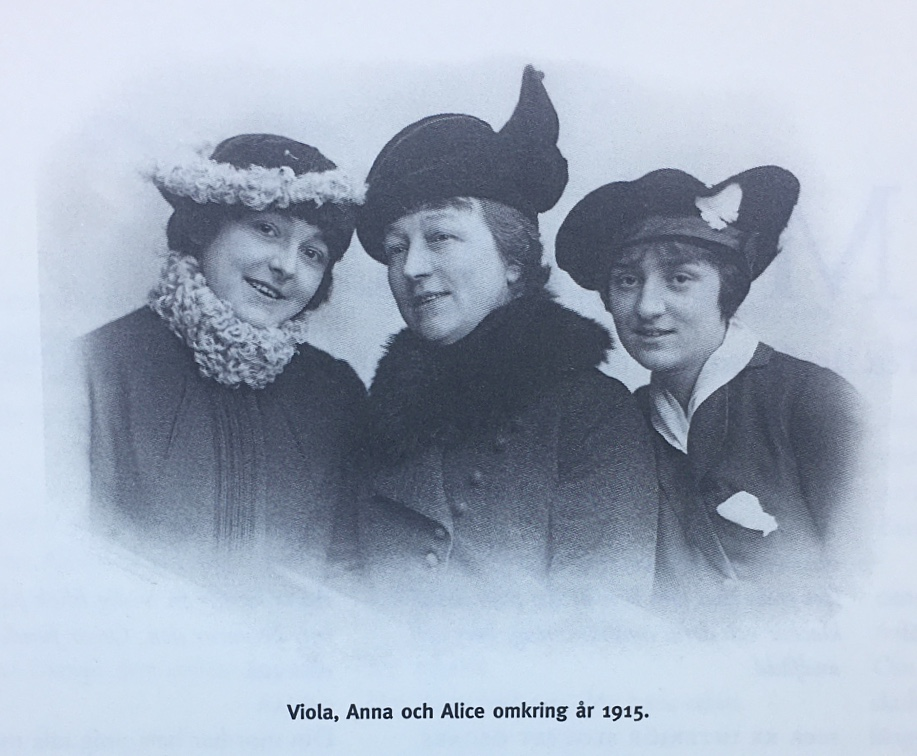
Viola, Anna och Alice Uddgren omkring år 1915.

Det borgerliga familjeidealet vann slutligen över Anna Hofman-Uddgren, då hon inte såg någon annan väg för sina döttrar än giftermål, något som var alldeles olikt hennes eget liv. 

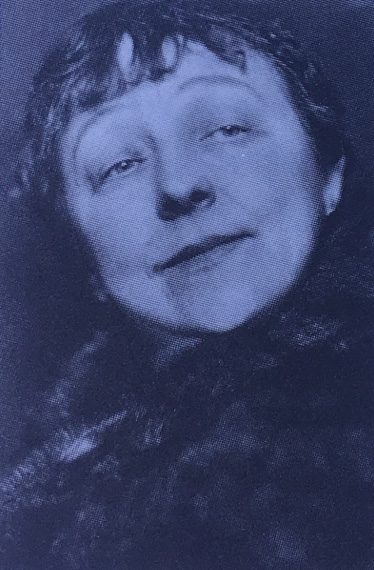
Anna Hofman-Uddgren 1918.

## Filmografi
Regi
- 1911 – Stockholmsfrestelser
- 1911 – Stockholmsdamernas älskling
- 1911 – Blott en dröm
- 1912 – Fadren
- 1912 – Fröken Julie
- 1912 – Systrarna

Roller
- 1900 - Den förgyllda lergöken
- 1911 – Stockholmsfrestelser
- 1912 – Systrarna
- 1921 – De landsflyktige
- 1921 – Vallfarten till Kevlaar

Filmmanus
- 1911 – Blott en dröm
- 1912 – Fröken Julie

## Teater

### Roller
| År   | Roll                                  | Produktion                      | Regi | Teater           |
| ---- | ------------------------------------- | ------------------------------- | ---- | ---------------- |
| 1906 | Madame Jansén, hertginnan av Danviken | Hertiginnan av Danviken Hasse Z |      | Kristallsalongen |